# Сильвія Панкгерст
Естелла Сильвія Панкгерст (англ. Estelle Sylvia Pankhurst; нар. 5 травня 1882, Манчестер, Велика Британія — пом. 27 вересня 1960, Аддис-Абеба, Ефіопія) — британська суфражистка і ліва комуністка, феміністська поетеса. Відзначена на Поверсі спадщини Джуді Чикаго.

## Життєпис

### Суфражизм
Сильвія Панкхерст народилася в Манчестері в сім'ї видних діячів Незалежної лейбористської партії Еммелін і Річарда Панкхерстів. Батьки Панкгерст стояли біля витоків руху за права жінок, що багато в чому визначило політичну активність Сильвії та її сестри Кристабель Гаррієт, згодом також активної діячки феміністського руху, яка стала популярною ще в 1905 році завдяки зриву з'їзду Ліберальної партії в Манчестері.

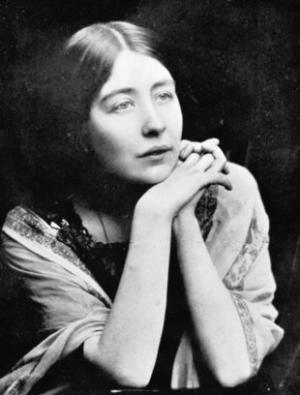
Сильвія Панкгерст близько 1910 року

У 1906 році Еммелін, Сильвія та Кристабель Панкгерст почали співпрацю в заснованому в 1903 році Жіночому соціальному і політичному союзі (Women's Social and Political Union; WSPU). У 1914 році Сильвія порвала з WSPU через звинувачення на адресу групи у сприянні в організації підпалів. Вона заснувала Східно-Лондонську Федерацію суфражисток (East London Federation of Suffragettes; ELFS), яка з часом еволюціонувала в лівий напрям. Для політичного курсу організації і розширення бази її підтримки Панкхерст змінила назву спочатку на «Жіночу суфражистську федерацію» (Women's Suffrage Federation), а потім на «Соціалістичну федерацію робочих» (Workers 'Socialist Federation). Панкгерст також була засновницею друкованого органу WSF / WSP — «Жіночого дредноута» (Women's Dreadnought), що  аналогічним чином також змінив назву на «Робочий дредноут» (Workers Dreadnought).

### Лівий комунізм
Зрештою, Соціалістична федерація робітників на короткий час була перейменована в «Комуністичну партію, британську секцію Третього Інтернаціоналу» (Communist Party, British Section of the Third International). Особливістю ситуації було те, що КП (БСТІ) по суті не тільки не була масовою партією, але ніколи і не була представлена до 21 вимог, необхідних для прийняття в Третій Інтернаціонал (Комінтерн). Однак КП (БСТІ) була опозиційно налаштована по відношенню до парламентаризму і участі в парламенті, на відміну від новоствореної Комуністичної партії Великої Британії (Communist Party of Great Britain).
Зліт КП (БСТІ) припав на період загострення протиріч між ленінською лінією і лівими комуністами всередині більшовицької партії в Радянській Росії. Щоб не вносити розкол в робітничий рух у Великій Британії, партія Панкгерст була розпущена і влилася в офіційну британську Компартію. Ця єдність виявилася короткочасною: керівництво КПВ запропонувало, щоб «Робочий дредноут» перестав бути особистим виданням Панкгерст і був переданий у відання всієї партії, але отримало відмову. Як результат, вона була виключена з КПВ і вступила в Комуністичну робітничу партію, яка існувала нетривалий час.
Сильвія Панкгерст належала до лівого крила комуністичного руху (комунізм робітничих рад), який розпочинав свою історію від Рози Люксембург і в той час був представлений Антоном Паннекуком і Германом Гортером. В кінцевому підсумку, лівокомуністичні погляди Панкгерст стали причиною її виключення і з КРП. Тим не менш, вона продовжувала залишатися важливою фігурою в міжнародному комуністичному русі. Вона неодноразово покидала Англію, була присутня на засіданнях Інтернаціоналів у Москві та Амстердамі, а також на з'їздах Італійської соціалістичної партії.

### Солідарність з Ефіопією
В середині 1920-х років Панкгерст зосередилася на антифашистській і антиколоніальній боротьбі, поступово відійшовши від інших сторін лівого руху. Агресія фашистської Італії проти Ефіопії в 1935 році спонукала її на перейменування «Робочого дредноута» в «Нові часи й ефіопські новини» (The New Times and Ethiopia News) в 1936 році. Під впливом героїчного опору Ефіопії як першої жертви фашистського вторгнення Панкгерст стає гарячою прихильницею імператора Хайле Селассіє І. Надалі вона збирала гроші на перший госпіталь-інтернат в Ефіопії і вивчала ефіопську культуру і мистецтво. Кінцевим результатом її пошуків стала праця «Ефіопія: Історія культури» (Ethiopia, a Cultural History; 1955). У 1956 вона переїхала до Аддіс-Абеби, де спільно з сином Річардом Панкгерстом заснувала щомісячний журнал «Ефіопський оглядач» (Ethiopia Observer), присвячений різним аспектам повсякденного життя ефіопів і розвитку їхньої країни.
Сильвія Панкгерст померла 27 вересня 1960 року і похована перед собором Св. Трійці в Аддис-Абебі, ставши єдиною іноземкою, похованою в цьому священному для ефіопів місці поруч з учасниками боротьби проти італійських агресорів.